# Nemosoma fleutiauxi
Nemosoma fleutiauxi là một loài bọ cánh cứng trong họ Trogossitidae. Loài này được Fleutiaux, Legros, Lepesme & Paulian miêu tả khoa học năm 1947.